# Teleżyńce
Teleżyńce (ukr. Теліжинці) – wieś na Ukrainie w rejonie starosieniawskim obwodu chmielnickiego.

## Dwór
- piętrowy dwór kryty dachem czterospadowym, wybudowany w XIX wieku w stylu klasycystycznym przez Dorożyńskich[2]. Dwór na piętrze posiadał balkon z sześcioma kolumnami (po dwie)[3].